# 켄 살라자르
케네스 리 살라자르(영어: Kenneth Lee Salazar, 1955년 3월 2일~)는 미국의 변호사, 정치인, 외교관으로, 2021년부터 멕시코 주재 미국 대사로 재임 중이다.

## 경력
살라자르는 2009년부터 2013년까지 버락 오바마 행정부에서 제50대 미국 내무부 장관을 지냈다. 또, 민주당 소속으로, 2005년부터 2009년까지 콜로라도주 미국 상원의원을 지냈다. 상원의원을 지내기 전인 1999년부터 2005년까지는 콜로라도주 법무장관을 지냈다.
안드레스 마누엘 로페스 오브라도르 멕시코 대통령은 과거 2006년 대통령 선거에 좌파 민주혁명당(PRD) 후보로 출마하였다가 펠리페 칼데론 당시 중도 보수 국민행동당(PAN) 후보에게 1%포인트도 안 되는 차이로 패배하였다. 이후 오브라도르는 부정선거 의혹을 제기하며 시위를 주도하였다. 멕시코 정부와 유럽 연합(EU), 미국은 이에 대해 부정선거가 아니었다고 결론을 내렸으나 살라자르는 주멕시코 대사 시절 "(해당) 선거가 깨끗했다는 확신이 들지 않는다"고 말하였다.

## 같이 보기
- 멕시코-미국 장벽